# Osiedle Stare Żegrze
Osiedle Stare Żegrze – osiedle mieszkaniowe, a zarazem jednostka obszarowa Systemu Informacji Miejskiej (SIM), wchodząca w skład większej jednostki obszarowej Żegrze, na terenie osiedla samorządowego Żegrze, w Poznaniu (projektowała Barbara Namysł).
Zabudowę osiedla stanowią wielorodzinne budynki mieszkalne, cztero- i jedenastopiętrowe, zbudowane w systemie szczecińskim. Dominują mieszkania trzy- i czteropokojowe, jedynie w 2 niskich blokach wybudowano małe, jednopokojowe kawalerki. Znajduje się tutaj kościół pw. Bogarodzicy Maryi, szkoła podstawowa nr 50 im. I Dywizji  Pancernej gen S. Maczka.
Do 1991 r. osiedle nosiło nazwę Osiedle Związku Walki Młodych (ZWM).
Zespół został uzupełniony częścią z lat 90. XX wieku, zaprojektowaną przez Mariana Urbańskiego. W partii tej usytuowano budynki cztero- i pięciokondygnacyjne zbudowane w technice tradycyjnej. Lata 90. dawały już architektom dużą swobodę w projektowaniu, dlatego w blokach tych występują mieszkania o bardzo zróżnicowanym układzie i powierzchni, od małych, jednopokojowych kawalerek po ponadstumetrowe, dwupoziomowe penthousy z tarasem. Według architekta budynki miały stanowić próbę odkrycia na nowo piękna secesji, ale w wydaniu współczesnym, osiedlowym. We wrześniu 2000 roku przy ulicy Bobrzańskiej została oddana do użytku jednostka straży pożarnej JRG-7.

## Komunikacja
Osiedle Stare Żegrze posiada połączenia komunikacyjne z innymi osiedlami i dzielnicami miasta poprzez linie tramwajowe MPK: 1, 3, 17 i 201 i linie autobusowe: 152, 162, 166, 174, 181, 184, 196, 211, 212, 218 i 222.